# Palau-de-Cerdagne
Palau-de-Cerdagne (Catalaans: Palau de Cerdanya) is een gemeente in het Franse departement Pyrénées-Orientales (regio Occitanie) en telt 496 inwoners (2004). De plaats maakt deel uit van het arrondissement Prades.

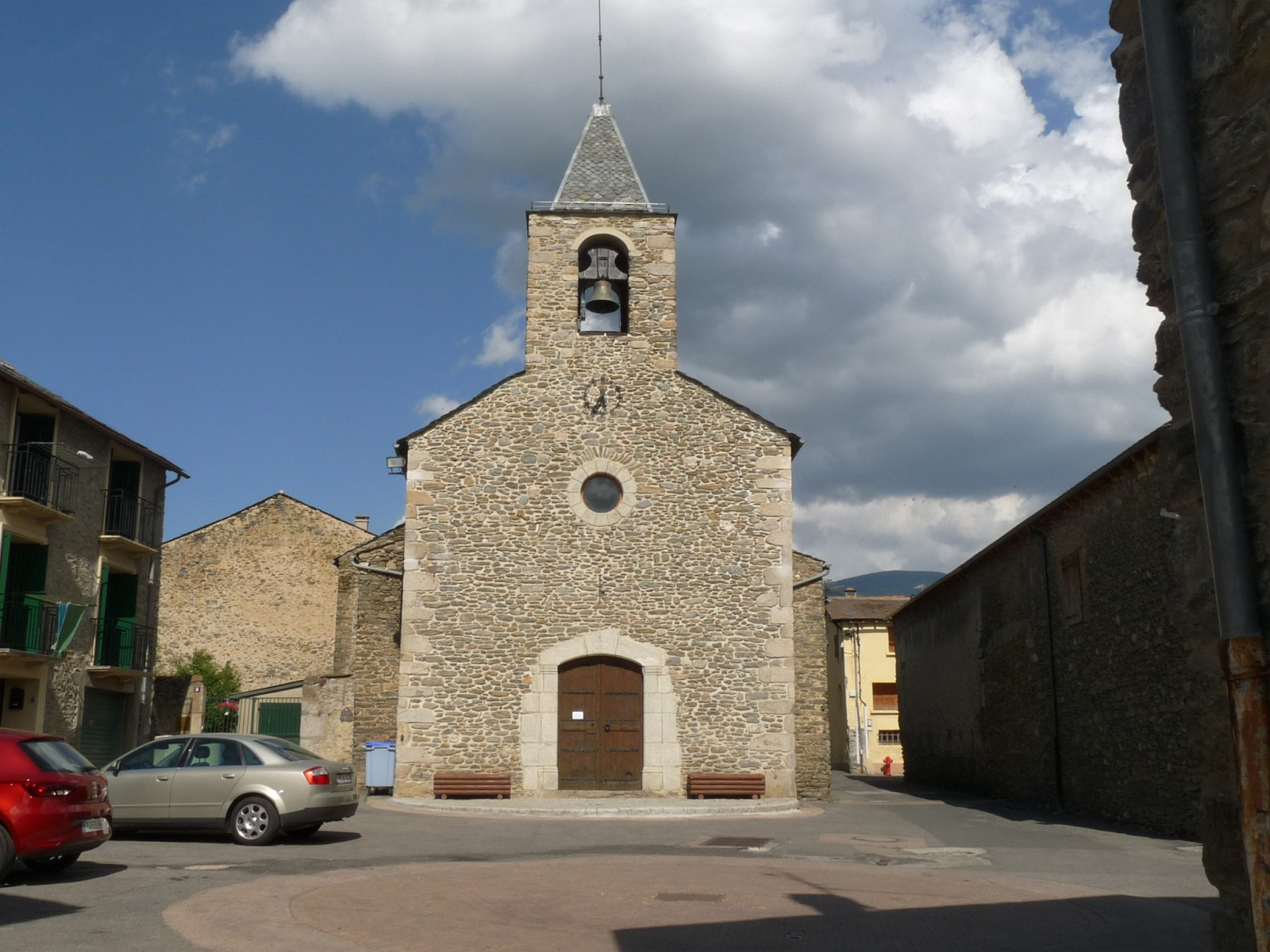
Kerk in Paulau-de-Cerdagne
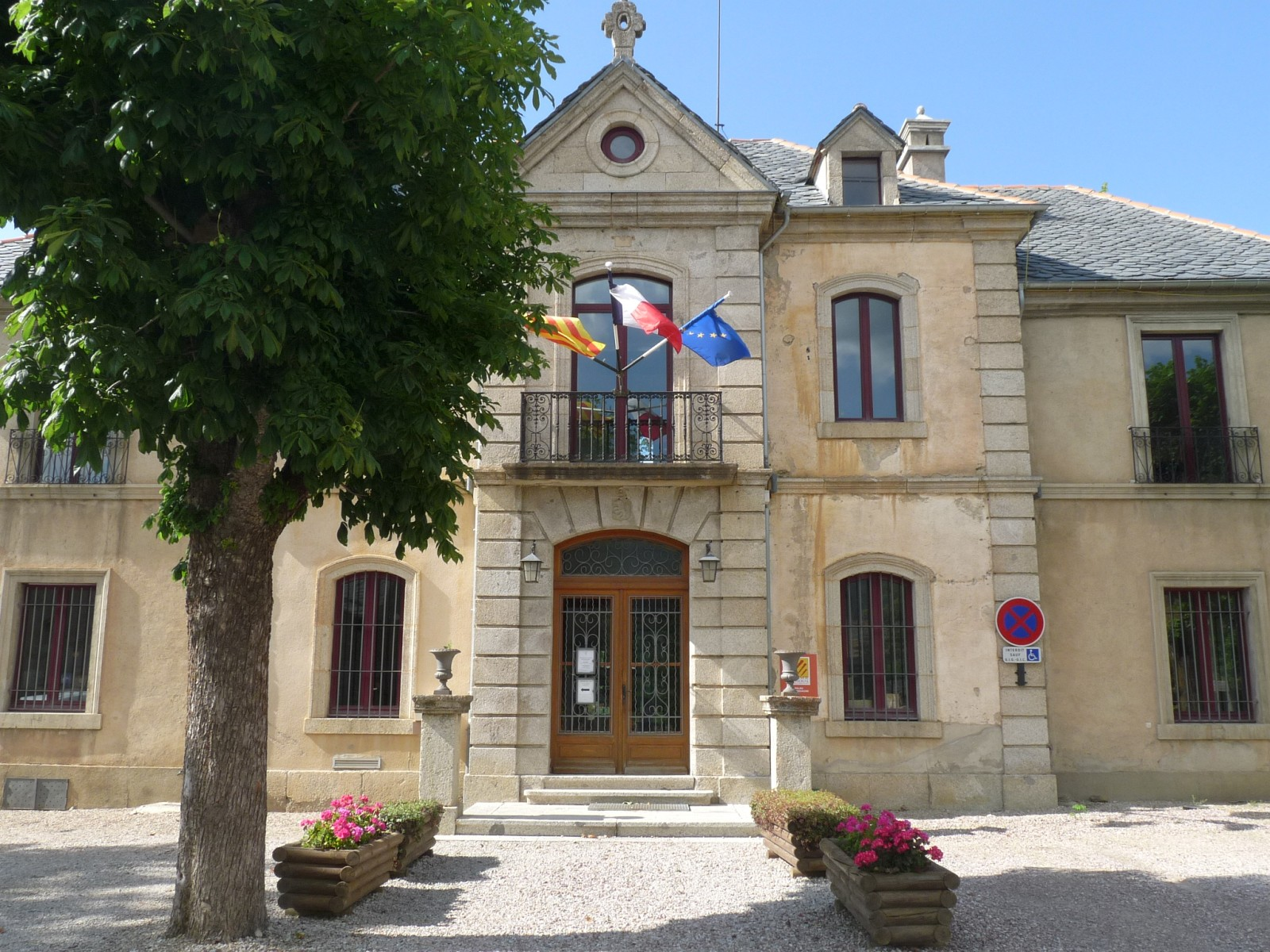
Gemeentehuis

## Geografie
De oppervlakte van Palau-de-Cerdagne bedraagt 11,5 km², de bevolkingsdichtheid is 43,1 inwoners per km².
De onderstaande kaart toont de ligging van Palau-de-Cerdagne met de belangrijkste infrastructuur en aangrenzende gemeenten.

## Demografie
Onderstaande figuur toont het verloop van het inwonertal (bron: INSEE-tellingen).